# Zbenice
Zbenice (německy Sbenitz) jsou obec v okrese Příbram ve Středočeském kraji, asi 12 km jihovýchodně od Příbrami. Žije zde 133 obyvatel.

## Historie
První písemná zmínka o vesnici pochází z roku 1293.

## Obecní správa

### Části obce
- Zbenice (k. ú. Zbenice)

K obci patří také samota Cihelna.
Sousedními obcemi sídla jsou Bukovany, Pečice, Cetyně, Vrančice, Těchařovice, Chraštice a Svojšice.

### Územněsprávní začlenění
Dějiny územněsprávního začleňování zahrnují období od roku 1850 do současnosti. V chronologickém přehledu je uvedena územně administrativní příslušnost obce v roce, kdy ke změně došlo:
- 1850 země česká, kraj Plzeň, politický okres Březnice, soudní okres Mirovice[5]
- 1855 země česká, kraj Písek, soudní okres Mirovice
- 1868 země česká, politický okres Písek, soudní okres Mirovice
- 1939 země česká, Oberlandrat Tábor, politický okres Písek, soudní okres Mirovice[6]
- 1942 země česká, Oberlandrat Plzeň, politický okres Písek, soudní okres Mirovice[7]
- 1945 země česká, správní okres Písek, soudní okres Mirovice[8]
- 1949 Pražský kraj, okres Příbram[9]
- 1960 Středočeský kraj, okres Příbram
- 2003 Středočeský kraj, okres Příbram, obec s rozšířenou působností Příbram

## Společnost

### Rok 1932
V obci Zbenice (přísl. Kamenná, 342 obyvatel) byly v roce 1932 evidovány tyto živnosti a obchody: 2 hostince, krejčí, 2 obchody s lahvovým pivem, 7 rolníků, obchod se smíšeným zbožím, 2 trafiky.

## Doprava

### Dopravní síť
Do obce vedou silnice III. třídy. Železniční trať ani stanice či zastávka na území obce nejsou.

### Autobusová doprava 2024
Autobusovou dopravu v obci Zbenice zajišťuje společnost Arriva Střední Čechy. Obec je součástí Pražské integrované dopravy (PID). Pod obec spadají zastávky Zbenice a Zbenice,cihelna. Autobusová linka 488 začíná v Příbrami a pokračuje přes Milín, Chraštice, Mirovice, Čimelice a Mirotice až do Písku, přičemž obsluhuje i další obce a vesnice na své trase.

## Pamětihodnosti
- Zbenický zámek vznikl renesanční přestavbou středověké tvrze v roce 1626 a později byl barokně upraven.[11] V zámku se nachází restaurátorská dílna a konají se v něm příležitostné kulturní akce.[12]
- Trojboká kaplička Nejsvětější Trojice se nachází na severozápadním okraji obce.
- Socha svatého Jana Nepomuckého z roku 1703[13]

## Osobnosti
- Alois Josef Schrenk (1802–1849), duchovní a 26. pražský arcibiskup
- V roce 1944 zde zemřel výsadkář Vladimír Hauptvogel, člen výsadku Chalk.

## Galerie

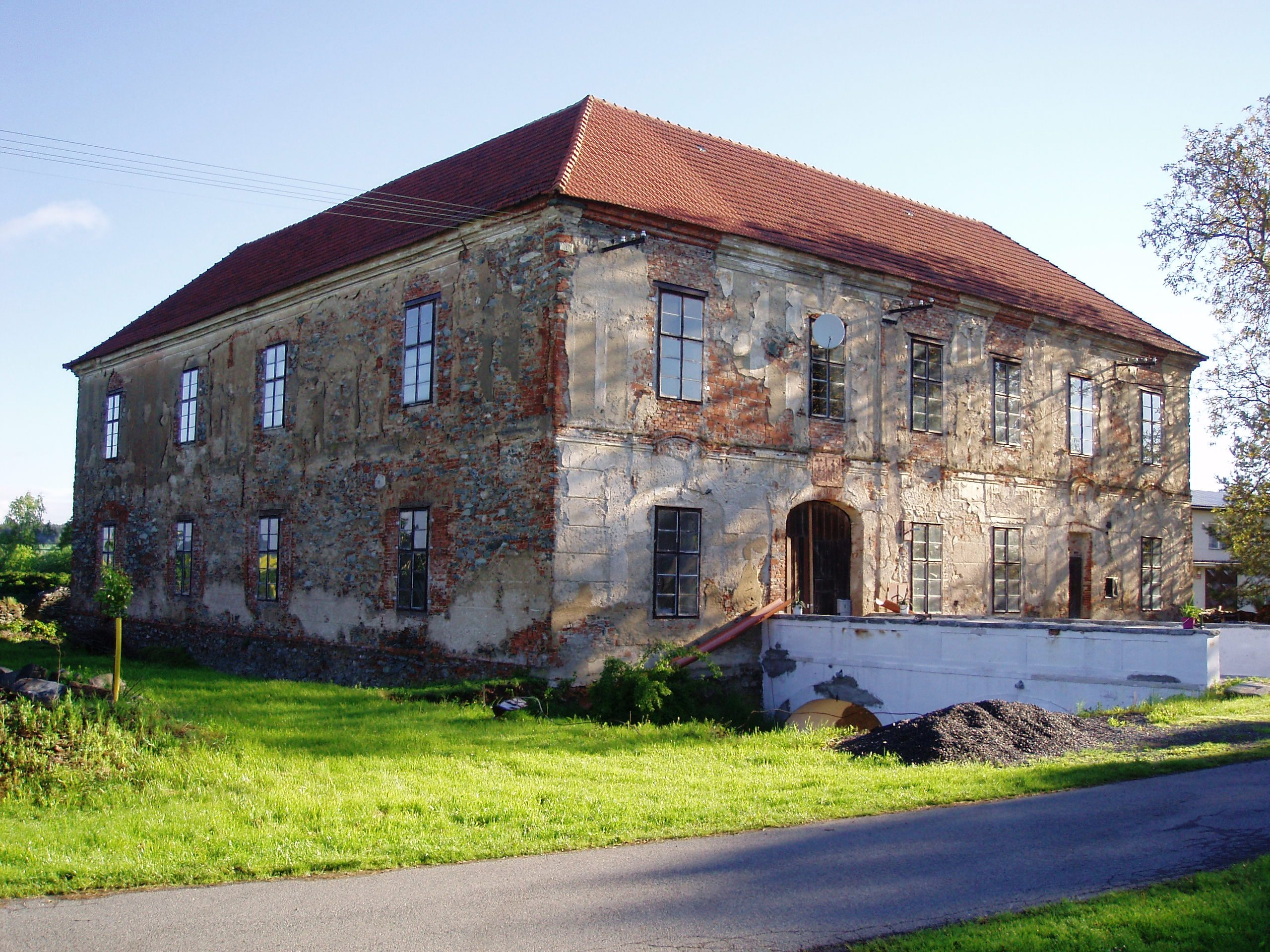
Zámek
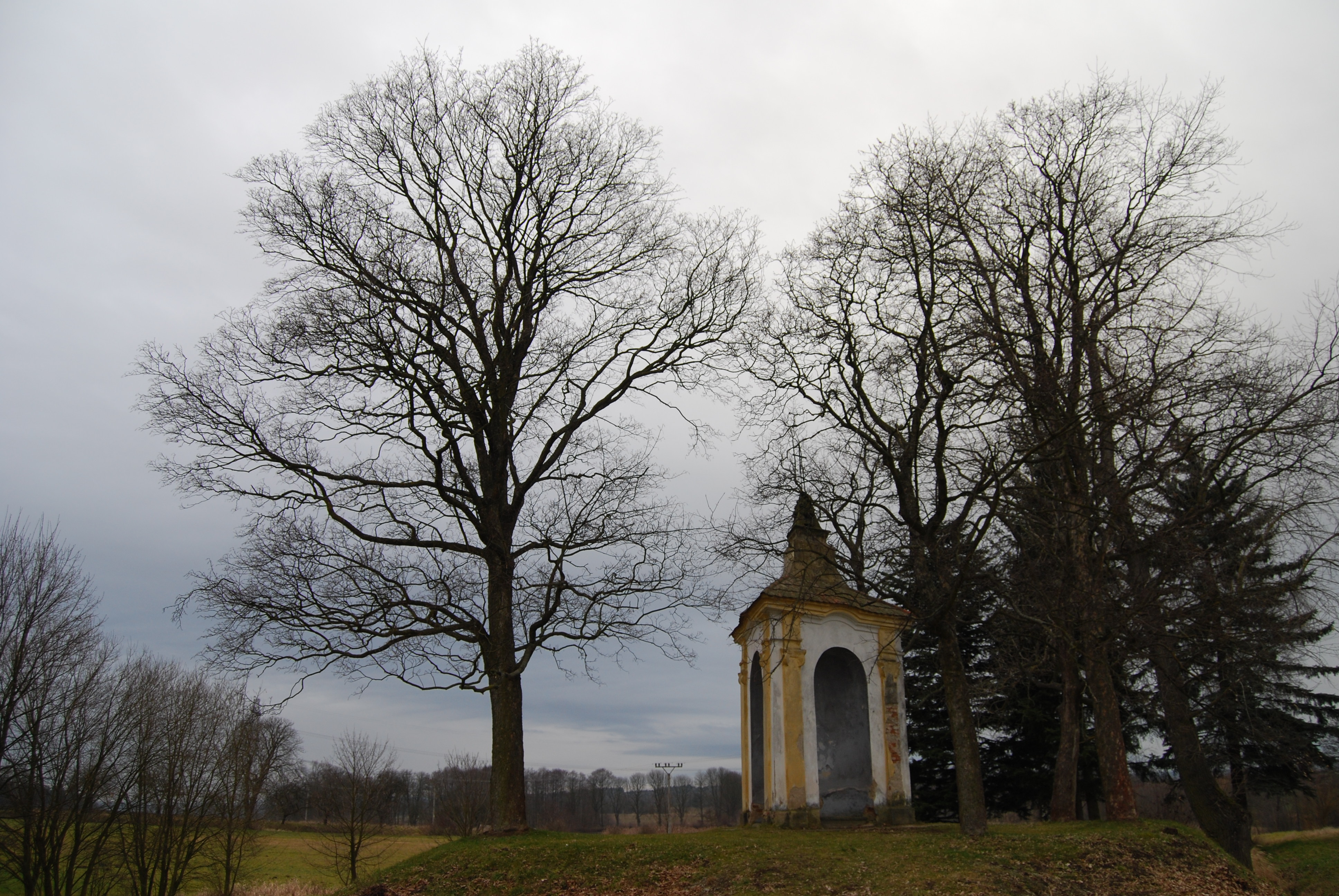
Kaple Nejsvětější Trojice
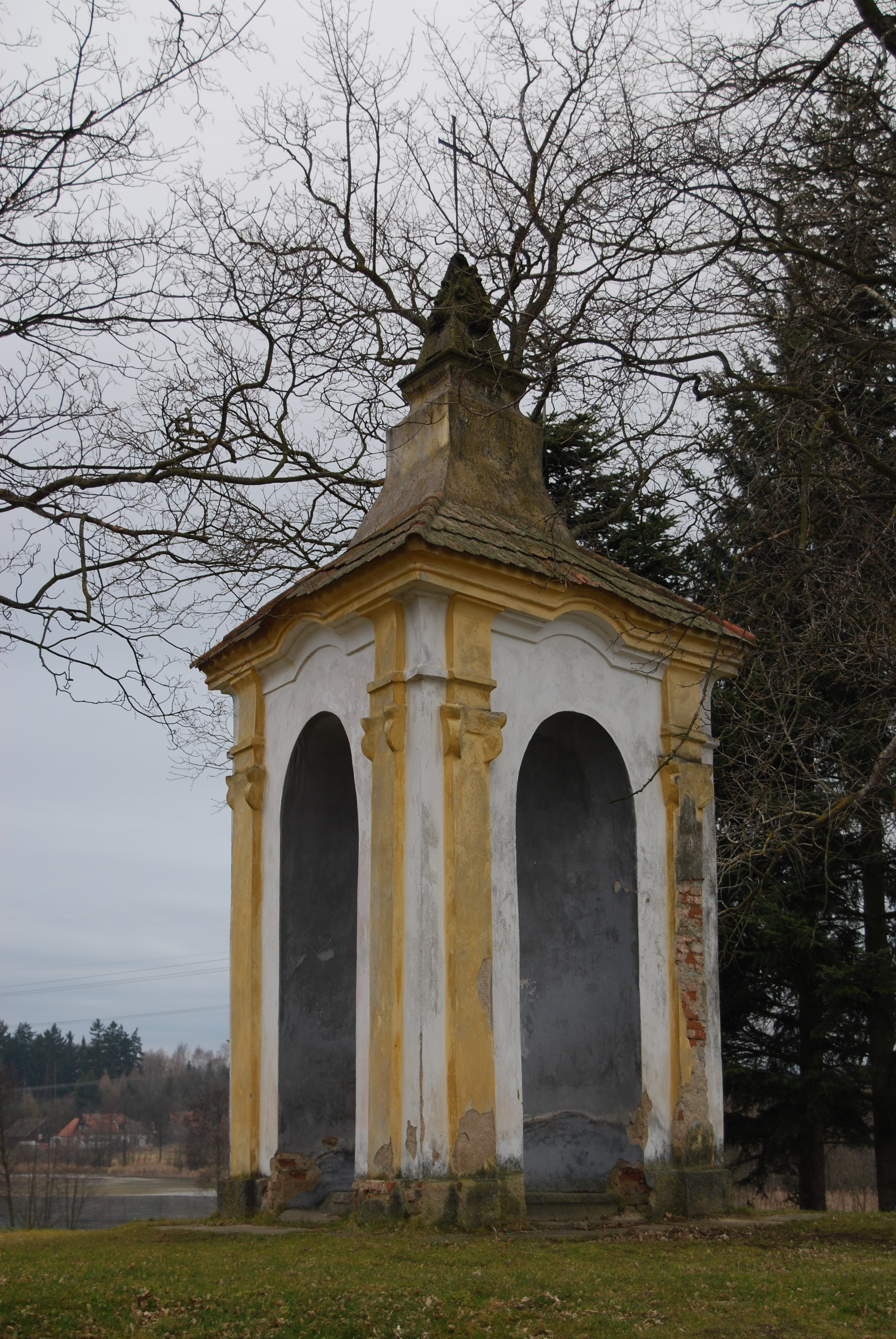
Detail trojboké kaple
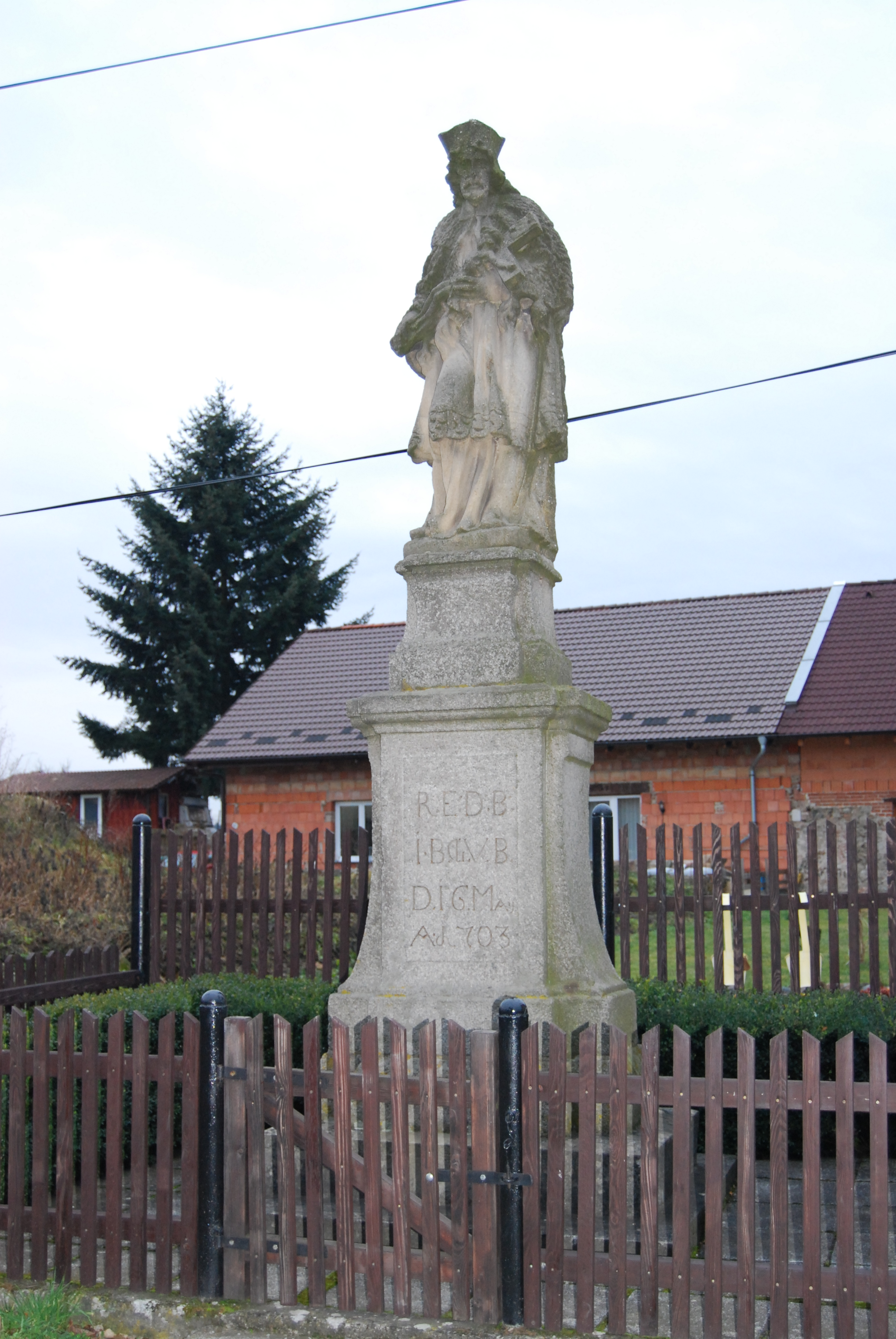
Socha Jana Nepomuckého